# Smiley Winters
William „Smiley“ Winters (* 1929 in St. Louis; † 18. Dezember 1994 in Oakland) war ein US-amerikanischer Jazz-Schlagzeuger.

## Leben und Wirken
Winters’  Mutter war Stepptänzerin, die William ersten Unterricht in Schlagzeug gab. Wichtige Mentoren für ihn waren Blues-Musiker wie Harry Wynn und Eddie and The Blue Devils. Ein Gastspiel Charlie Parkers in der Jay-McShann-Band brachte ihn schließlich zum Jazz. Nach Ableistung des Militärdienstes in der US-Marine 1945 spielte er in Jerome Richardsons Band und hielt sich eine Zeit lang in New York in den Jazzclubs der 52nd Street wie dem Onyx Club oder Kelly's Stable auf. Mit Billie Holiday konzertierte er in Honolulu. Zugunsten seines Familienlebens – er hatte zehn Kinder – beschränkte er seine Aktivitäten auf den Raum San Francisco und spielte ab Ende der 1940er Jahre in der Bay Area in der dortigen Clubszene u. a. mit Dexter Gordon, Dizzy Gillespie, Miles Davis, Billy Eckstine, King Pleasure, Ben Webster, Sonny Stitt, Mark Levine und Charlie Parker, später auch mit Musikern der Jazz-Avantgarde wie Ornette Coleman, John Handy und Pharoah Sanders. Er lebte in Oakland und gehörte 1968 den Now Creative Arts Jazz Ensemble an, mit dem er auch aufnahm.
1969 entstand mit ihm als Leader das auch dem Free Jazz geöffnete Album Smiley Etc. auf dem Label Arhoolie Records, bei dem u. a. Barbara Donald, Bert Wilson, Rafael Garrett, Michael White, James Zitro und Eddie Marshall mitwirkten. Bert Wilson veröffentlichte auf seinem Label FMO das 1971 in Berkeley entstandene Album The Smiley Winters Memorial Quartet (mit Bert Wilson (Tenorsaxophon), Warren Gale (Trompete), Gary Todd (Bass), zwei Musikern aus der Stan-Kenton-Band). 1987 erschien bei Touché die Kompilation William Richard Smiley Winters Sr. Esq. – H.M.I.C. - Head Musician In Charge, die Aufnahmen mit Winters aus den 1980er Jahren enthält.